# Janub Kurdufan

Läge i Sudan.

Lilla kartan (överst till vänster) anger delstatens läge i Sudan, före Sydsudans självständighet 2011-07-09. Stora kartan med siffrorna 1-8 anger de olika mahaliyyas positioner i delstaten.

Janub Kurdufan (arabiska: جنوب كردفان) som vanligtvis på svenska kallas för Södra Kordofan (mer sällan för Södra Kurdufan), är en av Sudans 15 delstater (wilayat). Delstaten gränsar i söder till Sydsudan (till staterna Northern Bahr el Ghazal, Warrap och Unity), i väst till Södra Darfur, i norr till Norra Kordofan, i nordost till An-Nil al-Abyad, i öster till sydsudanesiska delstaten Upper Nile. Befolkningen uppgick till 1 200 000 (2006) på en yta av 158 355 kvadratkilometer. Den administrativa huvudorten är Kaduqli (Kadugli). 
Södra Kordofan har "Special Administrative Status", eftersom det anses vara en del av både Kordofan (Sudan) och Northern Bahr el Ghazal (Sydsudan), under "Protocol on the resolution of the Abyei conflict". Guvernör är Ahmed Haroun som är utsedd av Sudans president Omar Hasan Ahmad al-Bashir.
Över 20 människor däribland kvinnor och barn blev mördade i en attack av paramilitära styrkor mot en by i delstaten den 14 april 2011. Biträdande guvernör Abdelzaziz al-Hilu anklagade guvernören Ahmed Haroun för att ha organiserat attacken. De två tillhör olika politiska partier och var rivaler i det lokala val som hölls den 2 maj 2011.
Nubafolket stred år 2010 tillsammans med SPLA/SPLM för ett fritt Sydsudan mot Khartoumregimen. Sudan Tribune skrev den 13 juni 2011 att den etniska rensningen i området återkom till regionen den 6 juni 2011. Sudan Armed Forces (SAF), understött av Popular Defence Forces (PDF) är de som har utpekats som skyldiga till övergreppen. The Observer skrev den 16 juli 2011 att Sudans regering har bedrivit etnisk rensning av nubier i Södra Kordofan och även försvårat FN:s arbete. Detta enligt två konfidentiella rapporter till FN:s säkerhetsråd.
Sudans regering har begärt att FN:s styrka UNMIS ska lämna landet senast den 31 juli 2011.

## Administrativ indelning
Delstaten är indelad i nio mahaliyya (län/distrikt):
- Abyei (som också är namnet på en stad)
- Abu Jebeiha (som också är namnet på en stad)
- Al Rashad (som också är namnet på en stad)
- Al Dalanj (som också är namnet på en stad)
- El Salam
- Kadugli (som också är namnet på huvudstaden i delstaten)
- Kielak
- Lagawa
- Taludi (som också är namnet på en stad)